# Đường đời
Đường đời là một bộ phim truyền hình được Trung tâm Phim truyền hình Việt Nam, Đài Truyền hình Việt Nam sản xuất và do Trần Quốc Trọng và Trần Hoài Sơn đồng đạo diễn. Phim được chuyển thể từ tiểu thuyết Nợ đời của nhà báo Hoàng Dự và lấy cảm hứng từ nguyên mẫu lương y Nguyễn Hữu Khai. Phim phát sóng vào lúc 15h00 bắt đầu từ ngày 18 tháng 7 năm 2004 và kết thúc vào ngày 2 tháng 1 năm 2005 trong chương trình Văn nghệ Chủ Nhật trên kênh VTV3.

## Nội dung
Đường đời nói về Hải (Hoàng Hải) trong những năm sau khi chiến tranh kết thúc – lúc ấy còn là một thanh niên vừa hoàn thành nghĩa vụ đang trở về mái trường đại học. Do cuộc sống gia đình ở quê quá khó khăn, không muốn vợ phải bươn trải nên Hải đã đi đến quyết định bỏ học về quê để lo vực lại kinh tế gia đình. Được một người bạn chỉ cho cách thức buôn thuốc bắc ở biên giới, Hải rất phấn khởi, nhưng anh không ngờ đây là bước ngoặt quyết định cuộc đời mình. Trong một lần qua biên giới để cất thuốc, Hải bị sốt rét phải ở lại để chạy chữa. Tại đây, anh đã được Ông Lý, một thầy lang giỏi chữa khỏi bệnh. Thấy Hải có tư chất thông minh, thái độ cầu thị nên Ông Lý đã dành hết tâm huyết để truyền nghề cho anh.
Quãng thời gian 5 năm học việc ở Trung Quốc, không một dòng hồi âm của Hải khiến ở quê không tránh khỏi những điều tiếng, nhất là Tân (Thu Hà) – vợ anh có những lúc tức giận và bất cần. Nhờ các bài thuốc học được, Hải đã cứu sống rất nhiều người, cũng chính vì điều này mà anh gặp không ít phiền phức do những kẻ nhỏ nhen, ích kỷ, chỉ biết mưu lợi cá nhân, nhiều hiềm tị tài năng của anh. Trải qua biết bao biến cố thăng trầm với nghề thuốc trong một khoảng thời gian dài nhưng Hải không gục ngã. Với bản tính lương thiện, luôn nhìn thấy mặt tốt ở người khác nên anh đã đủ tự tin để vượt lên hoàn cảnh, vượt lên chính mình...

## Diễn xuất
- Hoàng Hải trong vai Hải
- Thu Hà trong vai Tân
- Trung Hiếu trong vai Khang
- Thương Huyền trong vai Thơm
- Hồng Chương trong vai Bố Hải
- Diễm Lộc trong vai Mẹ Hải
- Dũng Nhi trong vai Ông Vương
- Đặng Lưu Hà trong vai Yến Nhi
- Lý Thanh Thảo trong vai Hà
- Lê Thu Nga trong vai Hoa
- Tuyết Hoa trong vai Liên
- Ngọc Tân trong vai Mẹ Khang
- Chu Văn Thức trong vai Ông Lý
- Hoàng Thy trong vai Tiểu Mỵ
- Trần Sinh trong vai Lý Sinh
- Hùng Khanh trong vai Tuấn
- Cẩm Huyền trong vai Vợ Tuấn
- Hoàng Thùy Linh trong vai Bé Thúy

Cùng một số diễn viên khác....

## Nhạc đề
Ca khúc chủ đề phim là bài "Đường đời" do nhạc sĩ Trọng Đài sáng tác và ca sĩ Mai Hoa thể hiện.

## Sản xuất
Đạo diễn của bộ phim là Trần Quốc Trọng và Trần Hoài Sơn, với phần kịch bản được phóng tác theo tiểu thuyết Nợ đời của nhà báo Hoàng Dự dựa trên nguyên mẫu võ sĩ, thầy thuốc Nguyễn Hữu Khai – nguyên chủ tịch kiêm Tổng Giám đốc Tập đoàn Bảo Long.
Hoàng Hải đã được chọn làm diễn viên hóa thân nhân vật nguyên mẫu trong phim, đóng cặp cùng bạn diễn Thu Hà. Để vào vai nhân vật này, ông từng nhiều lần đi thực tế trong tù và học việc tại các tiệm thuốc Đông Y, từ đó cảm nhận được "từng góc cạnh của cuộc sống". Bộ phim cũng đánh dấu lần đầu chạm ngõ của Hoàng Thùy Linh trên con đường diễn xuất. Quá trình quay phim chính kéo dài suốt 13 tháng, trải dài qua các bối cảnh ở khắp biên giới phía Bắc, Huế, Thành phố Hồ Chí Minh đến Tây Nguyên. Trong thời gian ghi hình, ông Nguyễn Hữu Khai thường xuyên tham gia cùng đoàn phim để góp ý, chỉnh sửa và tư vấn diễn viên về tình tiết và hành động.
Bộ phim đã lên sóng tập đầu vào ngày 18 tháng 7 năm 2004 trong chương trình Văn nghệ Chủ Nhật trên kênh VTV3, với độ dài 25 tập.

## Ảnh hưởng
Ngay từ lần đầu ra mắt, bộ phim đã gây được tiếng vang và nhận về nhiều tình cảm từ đông đảo khán giả đối với cuộc đời "thăng trầm" của nhân vật trong phim. Đây cũng là tác phẩm giúp nam tài tử Hoàng Hải được nhiều người quý mến và được coi là một cái bóng lớn "không thể vượt qua" trong sự nghiệp diễn xuất của ông. Ca khúc chủ đề phim đã có được sự đón nhận và là một thành công đối với nhạc sĩ Trọng Đài, đồng thời gắn liền với tên tuổi của ca sĩ Mai Hoa.
Năm 2005, Đường đời đã được trao giải Vàng hạng mục phim truyện truyền hình tại Liên hoan phim truyền hình Việt Nam. Vai diễn trong bộ phim cũng giúp hai diễn viên Thu Hà và Hoàng Hải lần lượt đoạt giải "Nam/Nữ diễn viên được yêu thích nhất" của Giải thưởng Tạp chí truyền hình VTV tổ chức cùng năm.
Một bài đánh giá của trang Đời sống & Pháp lý năm 2018 đã khen ngợi biên kịch phim khi "khắc họa sống động một nhân vật Hải rất đời thường nhưng đầy cuốn hút", cùng với đó là cách xây dựng tình tiết "mộc mạc nhưng tinh tế" của đạo diễn Quốc Trọng đem lại cho người xem cảm giác chân thật nhất. Bài viết cũng bình luận bộ phim "là một bức tranh phản ánh khá đầy đủ về hiện thực xã hội của đất nước trong một thời kì dài đầy khó khăn và thử thách", trong đó "chỉ có sự quyết tâm và một nỗ lực vươn lên không biết mệt mỏi mới có thể giúp cho mỗi con người vượt qua được đoạn trường cơ cực để đến với thành công".

## Giải thưởng
| Năm  | Giải thưởng                                | Hạng mục                          | (Người) đề cử | Kết quả   | Tham khảo |
| ---- | ------------------------------------------ | --------------------------------- | ------------- | --------- | --------- |
| 2005 | Liên hoan truyền hình toàn quốc lần thứ 24 | Phim truyện truyền hình           | —             | Giải Vàng | [ 7 ]     |
| 2005 | TBA                                        | Nữ diễn viên chính xuất sắc       | Thu Hà        | Đoạt giải | [ 15 ]    |
| 2005 | Giải thưởng Tạp chí Truyền hình VTV        | Nữ diễn viên được yêu thích nhất  | Thu Hà        | Đoạt giải | [ 14 ]    |
| 2005 | Giải thưởng Tạp chí Truyền hình VTV        | Nam diễn viên được yêu thích nhất | Hoàng Hải     | Đoạt giải | [ 14 ]    |